# Revolució de 1820

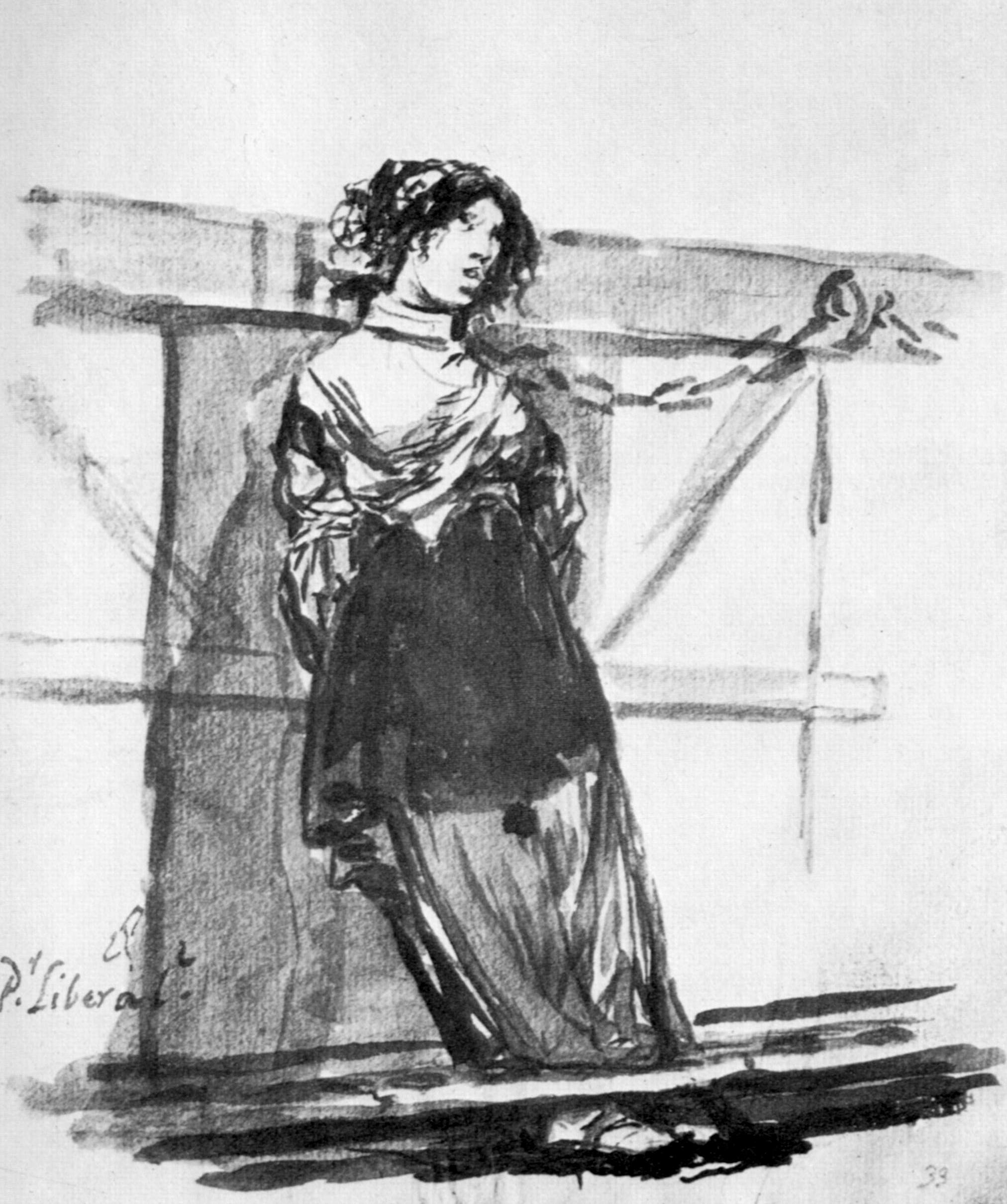
Por liberal, de Francisco de Goya, un dels dibuixos de l'àlbum D (1803-1824), finalment no passat a planxa com altres dibuixos preparatoris d'aquesta mateixa sèrie, que aparegueren a Los disparates (1815-1823). La interpretació d'aquesta sèrie de gravats particularment enigmàtics no és quelcom evident, pero en general presenten distints tipus de subversió contra l'autoritat.

Revolució de 1820 o Cicle revolucionari de 1820 foren un conjunt de processos revolucionaris que van tenir lloc a Europa al voltant de 1820. Va ser la primera de les anomenades onades o cicles revolucionaris que van sacsejar Europa amb posterioritat a les Guerres Napoleòniques i que es van repetir successivament en les de 1830 i les de 1848.
Els seus eixos ideològics van ser el liberalisme i el nacionalisme. Atès que els països més afectats van ser els del sud d'Europa (els episodis d'altres zones, com Alemanya o França, foren de molta menor importància), amb Espanya com a epicentre d'un moviment que es va estendre a Itàlia i Portugal i d'altra banda Grècia; se l'ha anomenat cicle mediterrani per contraposició al cicle atlàntic que l'havia precedit en la generació anterior (les primeres revolucions liberals o revolucions burgeses, produïdes a banda i banda de l'oceà: la Guerra d'Independència dels Estats Units -1776- i la Revolució francesa -1789-).
Les revolucions de 1820 van sorgir com a reacció a la Restauració que es va produir a conseqüència de la derrota de la França revolucionària, i que suposava el restabliment de l'Antic Règim i l'aplicació dels principis legitimistes del Congrés de Viena de 1815, confiats per força i determinació intervencionista de la Santa Aliança. Aquesta aliança de les monarquies absolutes finalment va aconseguir evitar la possibilitat d'una generalització del contagi revolucionari i va sufocar els focus revolucionaris. Davant la desigualtat de forces, com a forma d'organització dels revolucionaris de 1820 va predominar la conspirativa, a través de societats secretes, similars a la maçoneria, com els carbonaris.
Encara que poden detectar-se alteracions anteriors, el moviment revolucionari que va suscitar el contagi i en diversos casos la imitació explícita (fins i tot del text constitucional), va ser el pronunciament dels militars liberals espanyols que va iniciar l'anomenat trienni liberal. Les revolucions de Portugal i Itàlia (especialment al Piemont i a Nàpols) van ser les següents. Amb molta més llunyania en temps i espai, també va haver-hi moviments de molt diferent naturalesa a l'Imperi Rus (Revolta desembrista de 1825). El cas més peculiar va ser Grècia, on en 1821 es poden datar els inicis del moviment per la independència grega, proclamada en 1822; i que va ser l'única de les revolucions d'aquest cicle a tenir èxit, gràcies al suport de les potències europees contra l'Imperi Otomà.

## Incidents previs en altres zones d'Europa
Des de la derrota de Napoleó van ser freqüents les revoltes o moviments revolucionaris de caràcter liberal en tots els països europeus, fins i tot en països, com Anglaterra, que no poden qualificar-se de monarquies absolutes.

### Alemanya

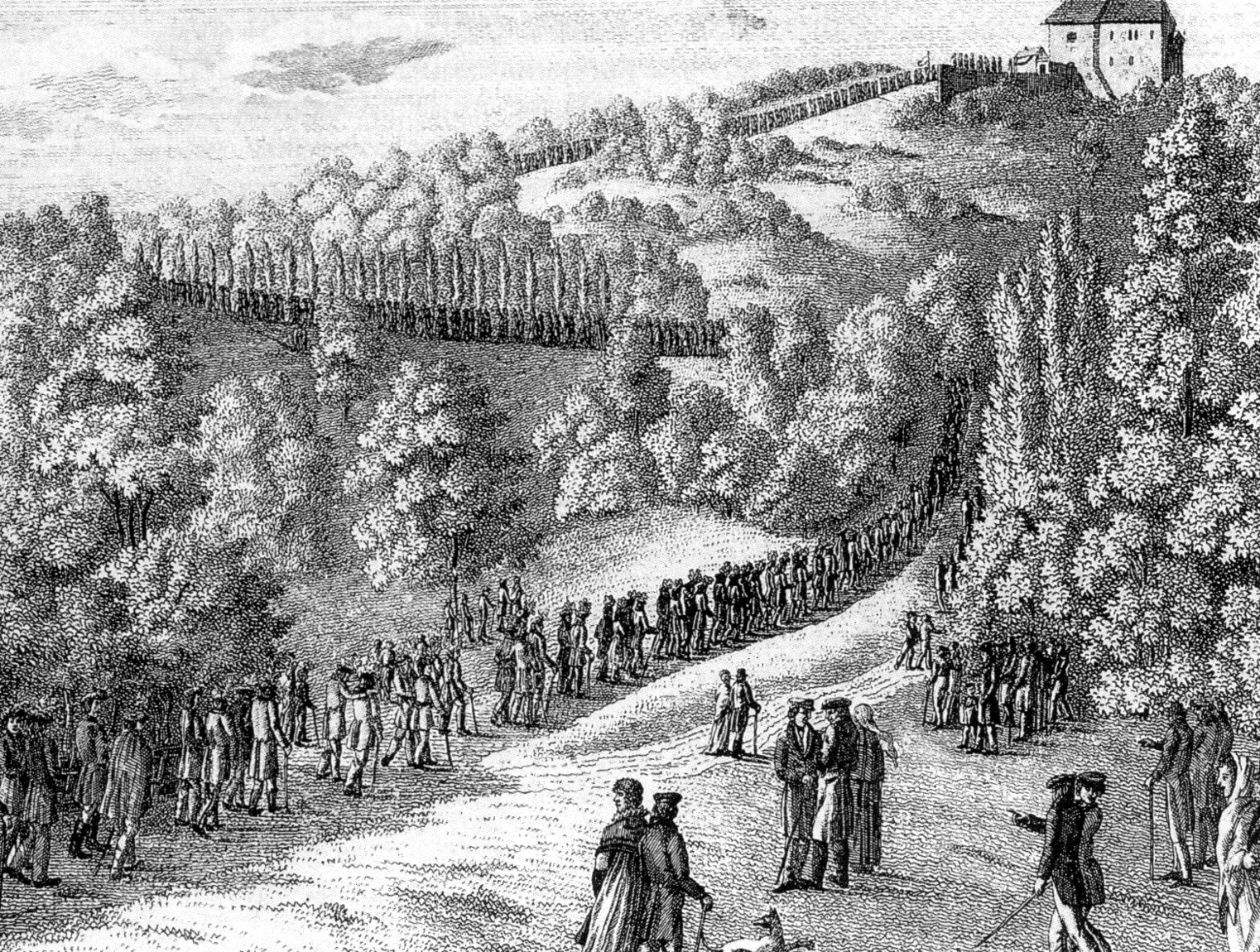
Manifestació d'estudiants durant el Festival de Wartburg de 1817.

Va ser la primera zona a experimentar moviments de protesta contra la nova situació política europea, encara que no desencadenessin de moment moviments revolucionaris d'envergadura. El Sacre Imperi Romano-Germànic, institució d'origen medieval i inoperant en la pràctica, havia deixat d'existir en 1806, substituït per una Confederació del Rin dissenyada per Napoleó. En el seu lloc, el Congrés de Viena va crear en 1815 la Confederació Germànica, sota la presidència de l'Imperi austríac. El nacionalisme cultural, herència del romanticisme, estava en auge a Alemanya i es va anar convertint en nacionalisme polític. Els nacionalistes alemanys pretenien unificar totes les regions de parla germana, superant l'estatus de la Confederació Germànica.
En 1817, el Festival de Wartburg commemorava el tercer centenari de la publicació de les Tesis de Wittenberg per Luter en la porta de la catedral de Wittenberg; i durant les celebracions va haver-hi manifestacions nacionalistes que presentaven a Luter com un patriota alemany.
A partir de 1818 va haver-hi agitacions estudiantils de caràcter liberal i nacionalista protagonitzades per corporacions d'estudiants anomenades burschenschaften. El 1819, a Mannheim, Karl Ludwig Sand, un estudiant pertanyent a una d'aquestes corporacions, va assassinar "per traïdor a la pàtria alemanya" al dramaturg August von Kotzebue. L'estudiant va ser detingut i executat. Mitjançant els Decrets de Karlsbad del 20 de setembre de 1819 el canceller austríac Metternich va prohibir aquestes corporacions estudiantils als territoris de la Confederació Germànica i va imposar vigilants a les universitats i una fèrria censura de premsa. Es va desencadenar una forta repressió dels elements nacionalistes i liberals alemanys, la qual cosa va impedir que les agitació es transformés en una insurrecció revolucionària. La situació es va mantenir en calma fins a 1830.

### Anglaterra

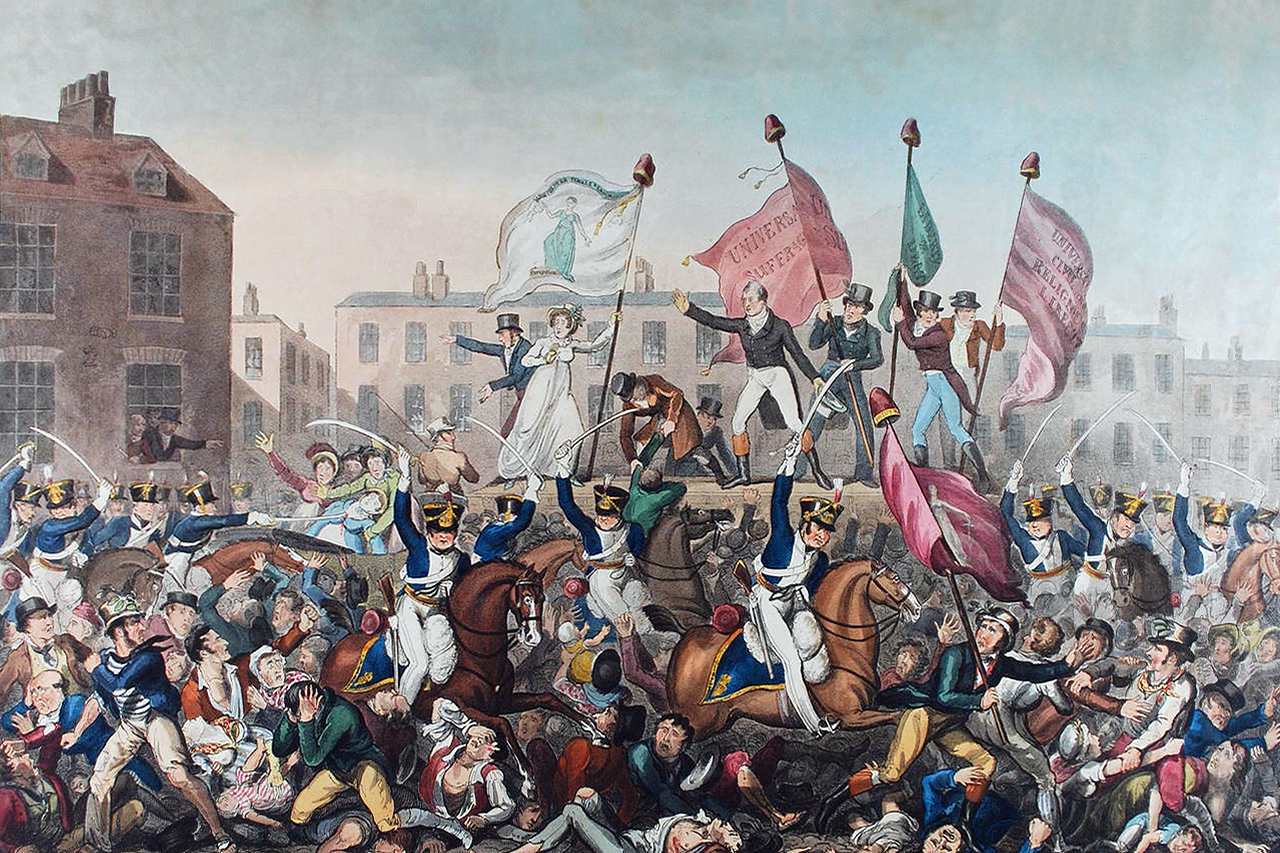
Massacre de Peterloo, 16 d'agost de 1819.

El moviment radical que pretenia la transformació democràtica de la monarquia parlamentària britànica va tenir el seu episodi més violent en la Massacre de Peterloo del 16 d'agost de 1819.

## L'epicentre de la Revolució de 1820: Espanya

Itinerari seguit per les tropes de Rafael Riego el 1820, i focus revolucionaris a altres ciutats d'Espanya.

Ferran VII, el Desitjat, que havia passat la Guerra del Francès retingut a França, a la seva tornada a Espanya va rebutjar jurar la Constitució espanyola de 1812 (la de Cadis o la Pepa) que els liberals de les Corts de Cadis havien promulgat en nom de la sobirania nacional, encara que preveient l'exercici del poder pel rei que consideraven legítim. Restaurat en el tron, com a rei absolut va començar una dura repressió dels liberals, molt nombrosos en l'exèrcit, que van intentar una sèrie de pronunciaments militars fracassats entre 1816 i 1820.

### Revolució de Cabezas de San Juan
L'1 de gener de 1820 esdevé la sublevació o pronunciamiento del coronel Rafael del Riego, posat al capdavant de les tropes acantonades a Las Cabezas de San Juan (província de Sevilla que donà nom a la revolució) i amb el suport d'altres oficials (Antonio Quiroga), proclamà la Constitució i detingué al general en cap del cos expedicionari (Comte de la Bisbal) que pretenia embarcar-se cap a América per a sufocar els moviments independentistes. Esperant rebre suport de la resta de l'exèrcit i de les ciutats més importants, les tropes de Riego avançaren per Andalusia sense decidir-se a marxar clarament en direcció a Madrid, ja que trobaren molt poc suport i semblava que el cop d'efecte acabaria en fracàs com les anteriors.
Al començament de març, mentre s'anaven dispersant les tropes de Riego, va esclatar una insurrecció liberal a Galícia que es va expandir arreu del país i esdevingué una veritable revolució. Una munió va envoltar el Palau Reial de Madrid el dia 7 de març, i el general Ballesteros va informar al rei que no podia garantir la fidelitat de l'Exèrcit del Centre. Ferran VII, veient-se acorralat, aquesta mateixa nit va signar un decret pel qual se sotmetia a la voluntat general del poble, i tres dies més tard va jurar finalment la Constitució de Cadis, incloent la famosa frase: Marxem francament, i jo el primer, per la senda constitucional.
| «                    | La revolució de 1820 fou un triomf, en primer lloc, de les apetències personals d'alguns caps militars; després, de les societats secretes que els donaven suport; també de l'or americà, fet circular oportunament per emissaris argentins per a disgregar la força del cos d'exèrcit expedicionari (...); triomf, en últim extrem, encara que potser el més ponderat, de la llibertat. | » |
| — Jaume Vicens Vives | |   |

### Trienni Liberal
Amb l'exercici del poder per part dels liberals, dividits entre doceañistas i exaltats, es va desenvolupar el període anomenat Trienni Liberal (1820-1823), en què unes noves Corts van reprendre l'obra legislativa gaditana, amb el clar propòsit d'acabar amb les bases econòmiques, socials i polítiques de l'Antic Règim (desamortització, supressió de senyorius i mayorazgos, de la Inquisició, etc.)

### Els Cent Mil Fills de Sant Lluís
La breu durada del nou règim es va deure a la intervenció exterior. Inicialment, només Rússia va explicitar la seva oposició, mitjançant una circular en la qual demanava a les altres potències europees que no reconeguessin al nou govern. Posteriorment, la Santa Aliança es va reunir al Congrés de Verona el 1822 i va decidir que França envaís Espanya per a ajudar Ferran VII i restaurar l'absolutisme. França va enviar el 7 d'abril de 1823 un cos expedicionari, els Cent Mil Fills de Sant Lluís, al comandament del Duc d'Angulema, que van acorralar a les cada vegada menys nombroses forces lleials al govern liberal fins que, després de batalla del Trocadero (31 d'agost), van acabar amb l'última resistència bombardejant Cadis durant diversos dies i alliberant al rei, qui va tornar a governar de forma absoluta durant la Dècada Ominosa (1823-1833).

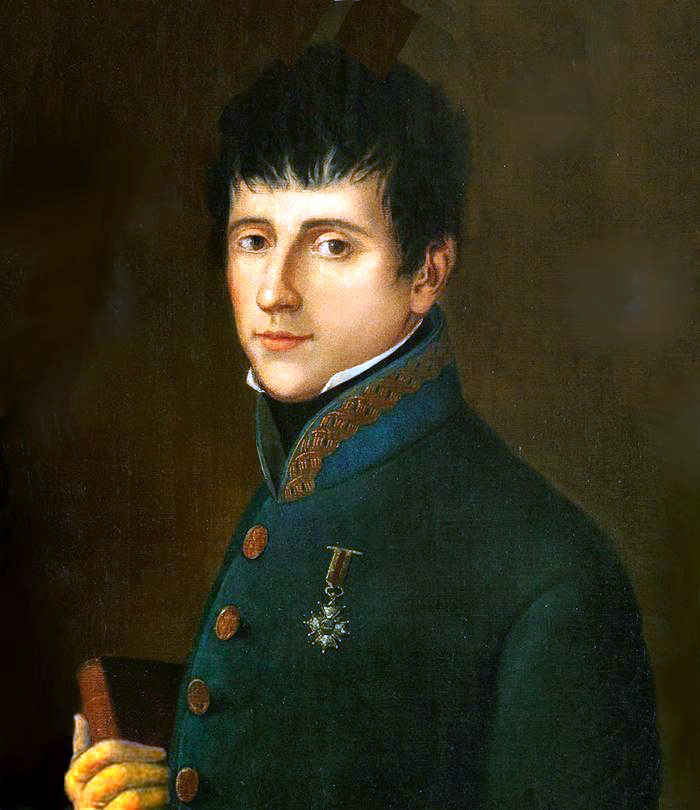
Rafael del Riego.
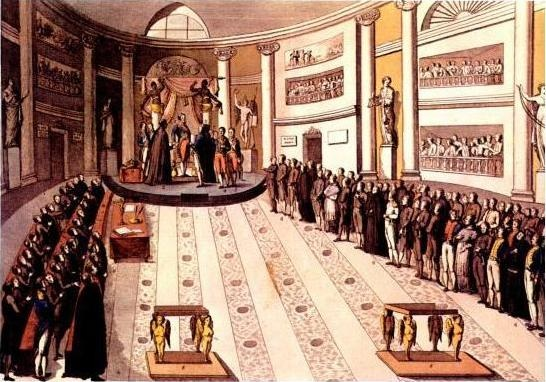
Jura de la Constitució de 1812 per Ferran VII en la sessió inaugural de les Corts del Trienni liberal el 9 de juliol de 1820 (Madrid, palau de Maria d'Aragó).
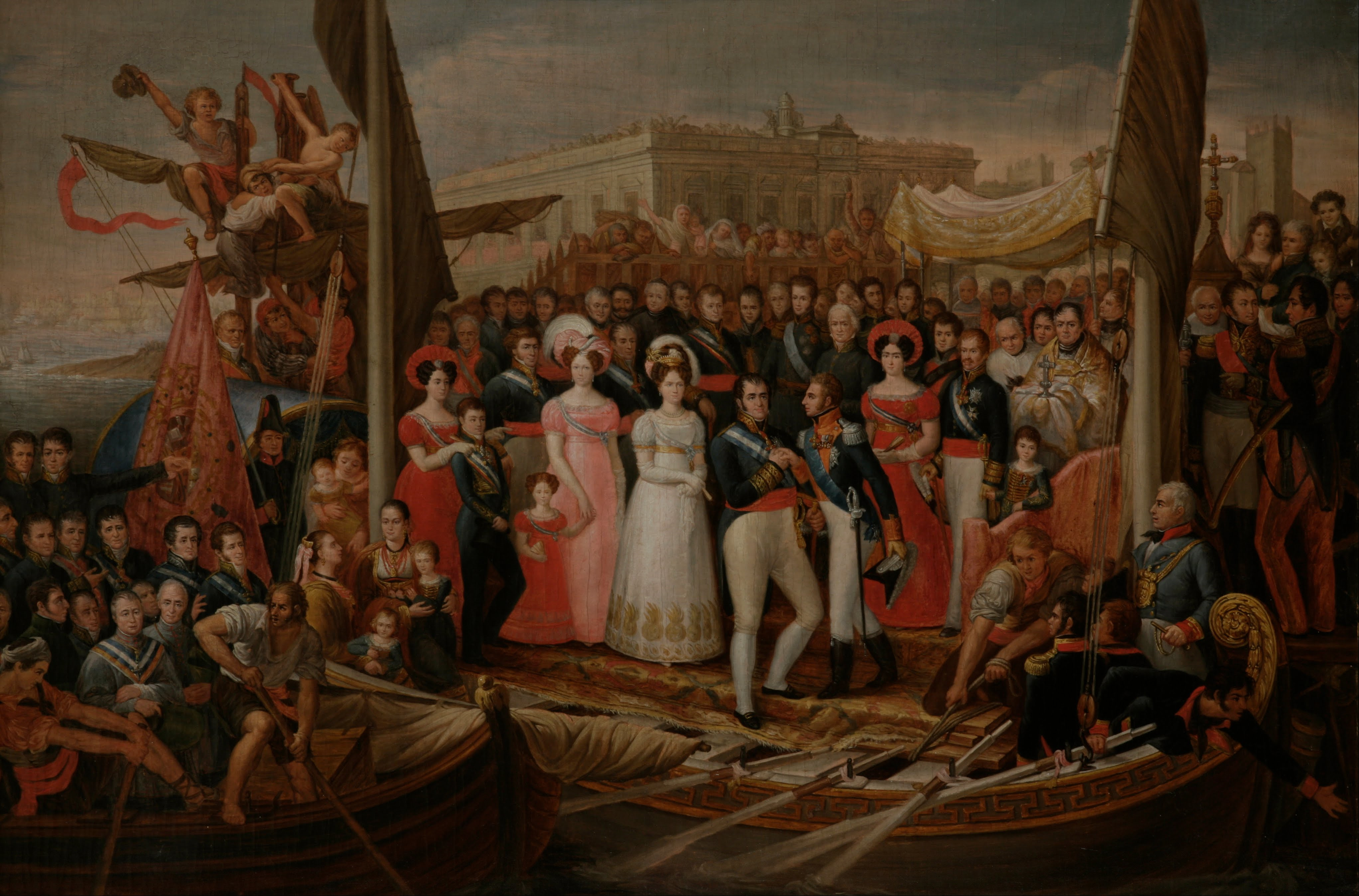
Ferran VII, alliberat de la submissió a les Corts setjades a Cadis per la intervenció francesa, desembarca a Puerto de Santa María i és rebut pel Duc d'Angulema. Quadre de José Aparicio.

## L'extensió a altres països d'Europa meridional

### Portugal

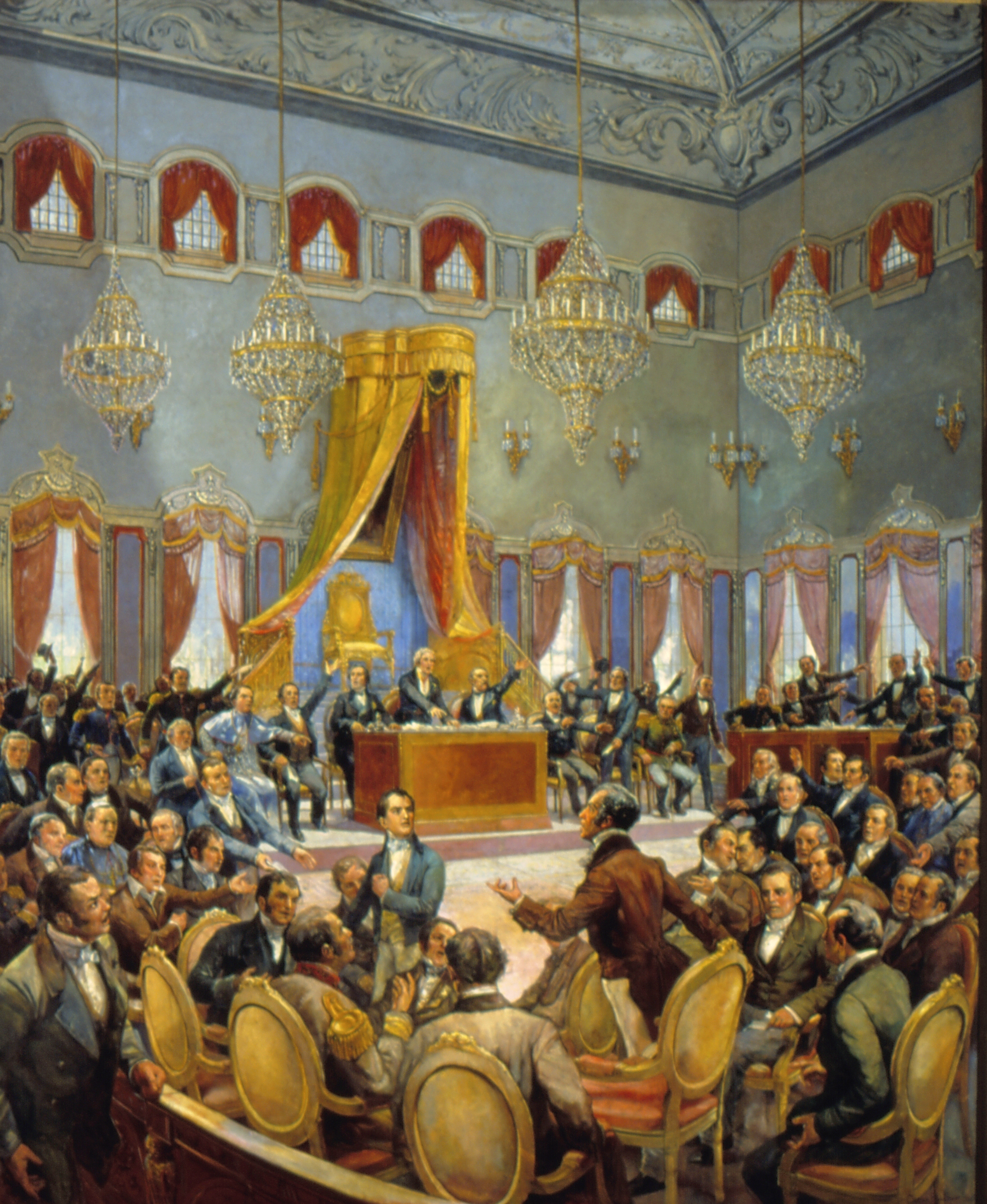
Sessió de les Corts de Lisboa de 1822.

La revolució es va estendre a Portugal des d'Espanya. La revolució liberal de Porto es va iniciar a aquesta ciutat l'agost de 1820 entre la burgesia mercantil, descontenta per l'obertura dels ports brasilers al món, i van reclamar una Constitució. Totes les capes socials se li van unir, ja que el principal objectiu de la revolució era la tornada de la família reial que vivia a Brasil des de la invasió de Napoleó.
Es va formar una assemblea constituent i van elaborar una constitució inspirada en l'espanyola de 1812. El rei Joan VI de Portugal va haver de tornar a Portugal en 1821 deixant com regent de Brasil al seu fill Pere.
Llavors, les corts portugueses que estaven descontentes perquè hi havia un regent a Brasil van demanar el retorn de Pere. Els diputats brasilers van abandonar les corts i Pere va proclamar la independència de Brasil en 1822.
La revolució liberal havia triomfat a Portugal però va haver de sofrir la separació de Brasil.

### Nàpols
El Regne de Nàpols, anomenat des de 1816 de les Dues Sicílies, era el regne més extens de la península italiana i el de govern més reaccionari, exercit per un monarca de la casa de Borbó.
També influïda per la revolució espanyola, al juliol de 1820 va esclatar una revolta a la ciutat de Nàpols, que havia estat preparada pels carbonaris, una societat secreta nacionalista i liberal que somiava amb la unificació de la península italiana, els membres de la qual són anomenats carbonaris, liderats per un oficial, Guglielmo Pepe.
L'èxit de la revolució va obligar el rei Ferran I a acceptar una Constitució inspirada en l'espanyola de 1812. A la vista de l'extensió i gravetat del moviment, la Santa Aliança es va reunir en el Congrés de Troppau l'octubre de 1820 i va decidir enviar un exèrcit austríac a sufocar la revolució. En 1821 els austríacs es van enfrontar a les tropes de Pepe a Antrodoco, al Laci. Després de vèncer en la batalla van envair Nàpols, restaurant l'absolutisme.

### Piemont
El regne del Piemont, anomenat oficialment regne de Sardenya, era regit per la Casa de Savoia. El rei Víctor Manuel I, que residia a l'illa de Sardenya, va tornar a Torí el 1814 després de la derrota de Napoleó i la reconstitució del seu territori continental (Piemont i Savoia).
En aquest regne estava el principal focus del nacionalisme italià i a Torí es van formar societats carbonàries a favor de la unificació italiana. Davant les notícies de la revolució a Nàpols i de la invasió austríaca, els carbonaris es van revoltar al març de 1821.
Víctor Manuel I va abdicar en favor del seu germà Carles Fèlix, qui va haver de reconèixer la Constitució elaborada pels revolucionaris liberals i també inspirada en l'espanyola de 1812.
La Santa Aliança reunida de nou en el Congrés de Laibach, va ordenar a l'exèrcit austríac que estava a Nàpols avançar a Torí i intervenir en suport del rei Carles Fèlix, qui va recuperar el seu poder absolut i va perseguir als carbonaris.

## Moviments revolucionaris posteriors en altres països europeus

### França

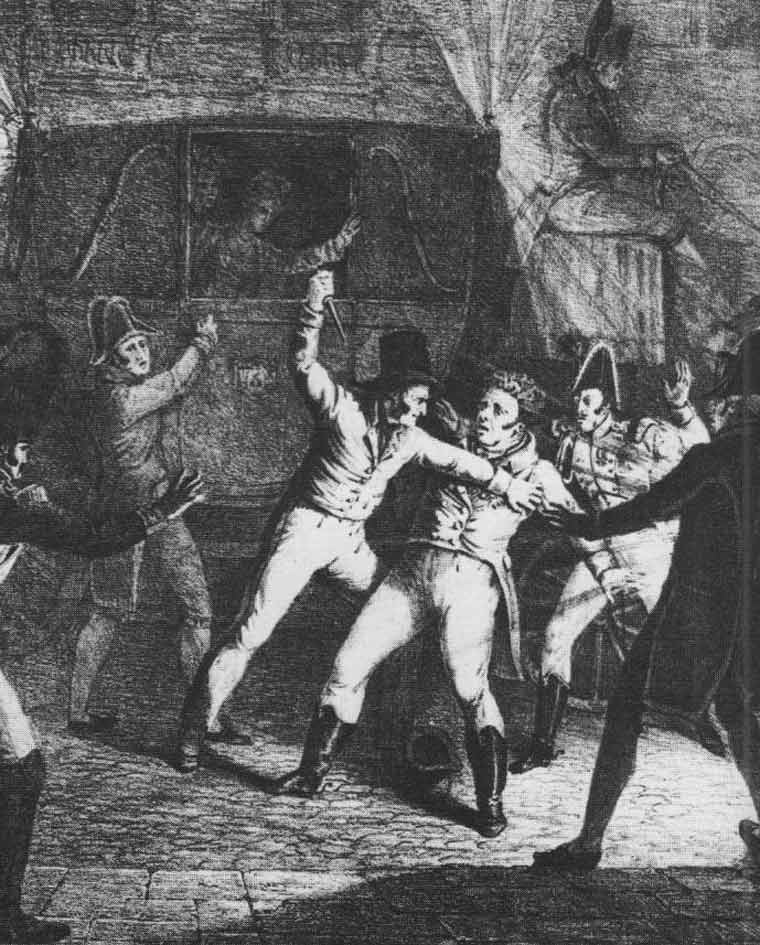
Assassinat del Duc de Berry, 13 de febrer de 1820.

Després de la derrota de Napoleó, la Restauració dels Borbó al tró francès va intentar restablir l'Antic Règim. Encara que Lluís XVIII, germà de Lluís XVI, a l'inici del seu regnat va intentar mantenir un govern moderat concedint una Carta Atorgada, als pocs anys va acceptar que l'exercici del poder depengués de les pressions del grup polític dels ultramonàrquics, contraris a qualsevol classe de concessions liberals i liderats pel comte d'Artois, germà petit del rei i el seu successor amb el nom de Carles X de França. França era en els anys 1820 un dels centres de la reacció absolutista, i va protagonitzar la intervenció d'els Cent Mil Fills de Sant Lluís que va acabar amb el Trienni Liberal a Espanya.
La repressió interna fins i tot es va endurir a partir de febrer de 1820, quan el duc de Berry (fill del Comte d'Artois, i nebot del rei) va ser assassinat per un artesà bonapartista. El primer ministre, el moderat duc de Decazes, va dimitir i els següents governs ultramonàrquics dirigits pel duc de Richelieu i Jean-Baptiste de Villèle van limitar encara més les llibertats civils.
Enfront d'aquests governs reaccionaris, els liberals francesos es trobaven emmordassats i tota acció política es veia abocada a la clandestinitat. Només la Charbonnerie, societat secreta inspirada en els carbonaris italians, va preparar insurreccions avortades entre els oficials liberals de l'exèrcit, que van tenir lloc a Saumur (desembre de 1821), Belfort (gener de 1822), Thouars (febrer de 1822) i Colmar (juliol de 1822). Però la seva mala organització i la seva falta de suport popular va fer que totes elles fossin descobertes i reprimides, sense arribar a produir-se el pretès aixecament general.

### Rússia

Concentració dels desembristes a la Plaça del Senat de Sant Petersburg, 14 de desembre de 1825.

Va ser l'últim país contagiat per l'onada revolucionària de 1820. L'Imperi Rus era un dels integrants de la Santa Aliança, al costat de Prússia i Àustria.
El tsar Alexandre I, iniciador de la Santa Aliança, va morir l'1 de desembre de 1825. A la seva mort, un grup d'oficials pertanyents a societats secretes liberals i liderats per Muraviev i Pestel, van conspirar per evitar la coronació de l'hereu, el seu germà gran Nicolau, de conegudes opinions reaccionàries, en benefici d'un altre germà, Constantí, del que s'esperava un govern més liberal. Constantí, en tot cas, no desitjava la successió; s'havia casat en secret amb una plebea polonesa i havia pactat el seu suport al seu germà Nicolau, renunciant als seus drets en 1822.
Els rebels no van acceptar Nicolau I i es van rebel·lar el 14 de desembre (26 en el calendari gregorià). La improvisació i mala organització va facilitar que fossin reprimits brutalment. Des del fracàs dels “desembristes” es va intensificar l'autocràcia tsarista.

### Grècia

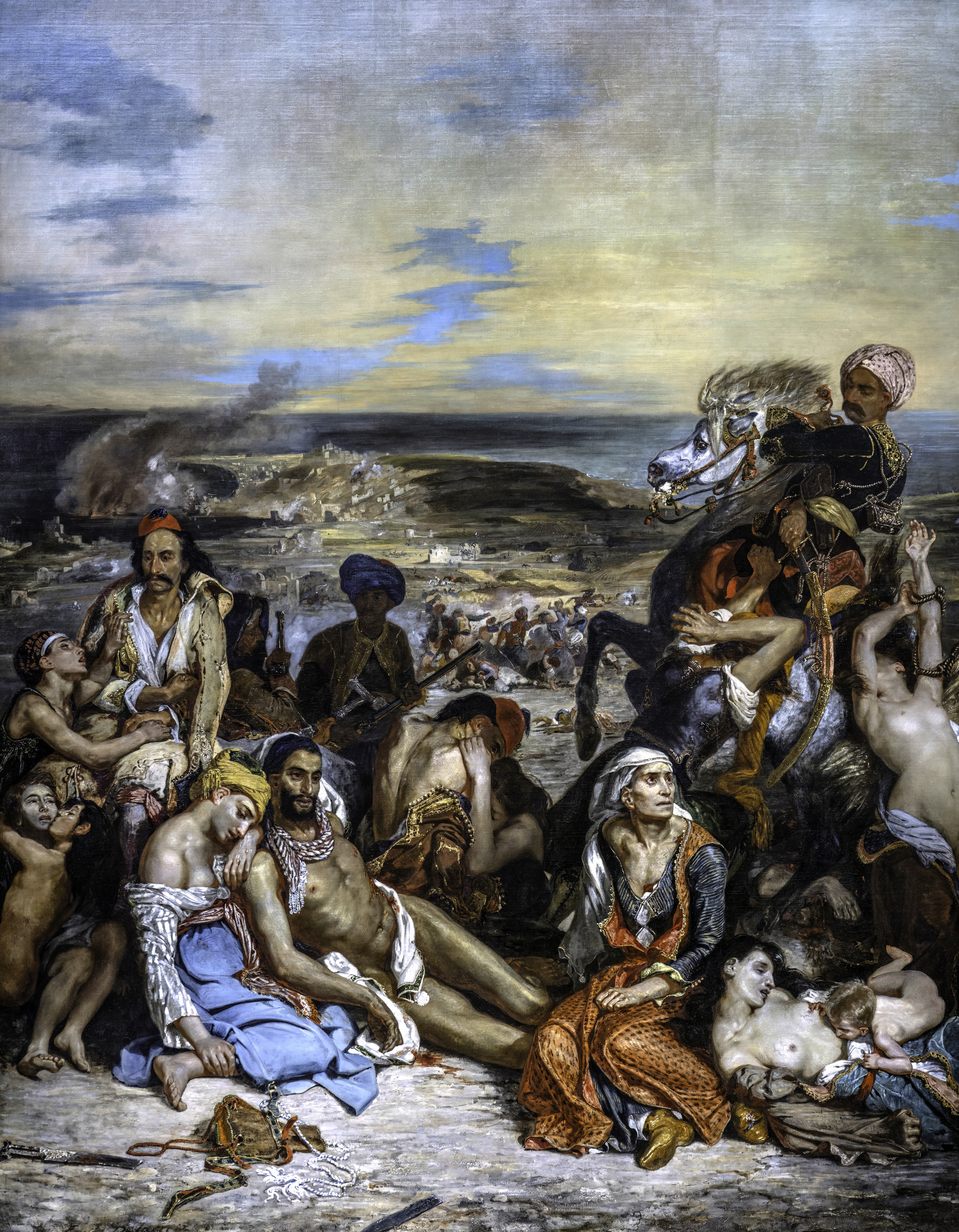
La massacre de Quios, quadre de Delacroix sobre els fets succeïts l'11 d'abril de 1822

La guerra d'independència de Grècia fou un cas a part dins de l'onada revolucionària de 1820. Grècia estava sota el domini de l'Imperi Otomà des de feia alguns segles.
En 1821, els grecs es van aixecar contra els turcs. Va haver-hi diversos factors per explicar l'aixecament grec: resistència xenòfoba d'uns pastors mig bandits i mig patriotes anomenats "kileltas" que vivien a les muntanyes del Peloponès, dita llavors Morea; el desenvolupament d'una burgesia comercial i culta amb la seva pròpia flota; la presència d'una societat secreta nacionalista, la Hetainia; i el paper jugat pel patriarca de Constantinoble.
A l'estranger, l'aixecament grec va ser vist amb molta simpatia: nostàlgia per l'antiguitat clàssica entre la gent culta, simpatia per la religió cristiana enfront dels otomans musulmans entre els conservadors i simpatia per la lluita per la llibertat contra l'opressió otomana entre els liberals i romàntics, i per l'auge de la idea del nacionalisme d'aspiració dels pobles amb marcats trets identitaris a obtenir un Estat propi.
En 1822, semblava que els grecs anaven a triomfar però divisions internes i la intervenció del paixà d'Egipte, Mehmet Alí, en suport del sultà otomà, van donar un gir la situació. Els otomans amb l'ajuda dels egipcis van anar derrotant els rebels grecs a poc a poc fins a 1827.
En 1827, les potències europees van decidir intervenir. El primer ministre del Regne Unit, Canning, el tsar Nicolau I i el rei Carles X de França, mitjançant el Tractat de Londres (1827), van enviar esquadres a Navarino, on hi havia la flota egípcia de Mehmet Alí. El 20 d'octubre va esclatar la batalla i la flota egípcia va ser derrotada.
Al mateix temps, els exèrcits del tsar van envair els principats romanesos de Valàquia i Moldàvia, i un exèrcit francès va desembarcar al Peloponès. Llavors, els britànics van decidir establir negociacions de pau amb l'Imperi Otomà per evitar la caiguda de Constantinoble en mans dels russos.
Es va signar el Tractat d'Adrianòpolis (1829), pel qual l'Imperi Otomà reconeixia l'autonomia de Grècia, Sèrbia i els principats romanesos de Valàquia i Moldàvia. Grècia va obtenir la independència l'any següent.